# Sony Ericsson K550i

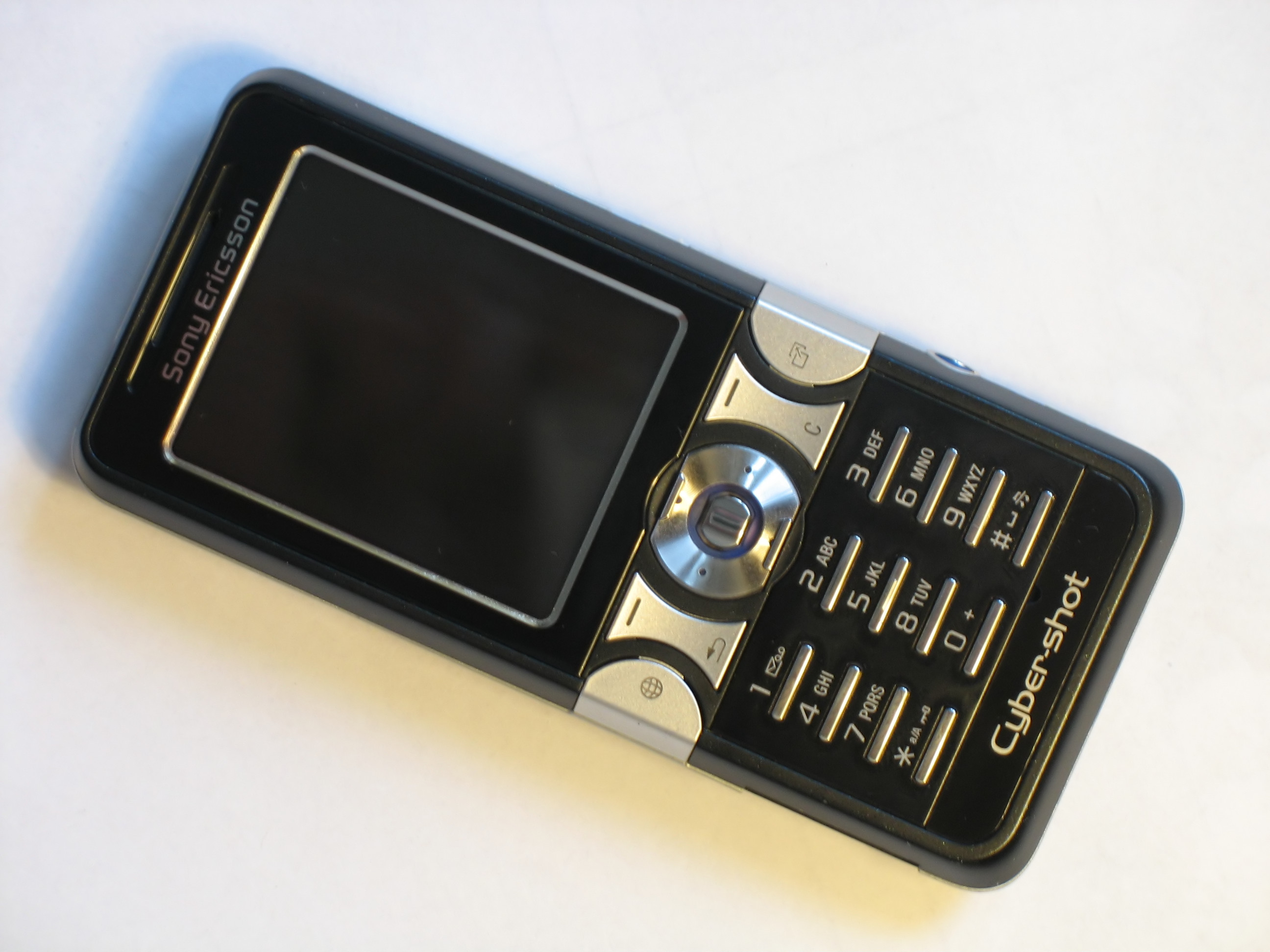

Sony Ericsson K550 är en mobiltelefon i mellanskiktet från Sony Ericsson. Den presenterades i februari 2007.

## Funktioner och egenskaper
- Kamera: 2 megapixel med cybershot, autofokus, fotolampa och zoom. Aktivt objektivskydd. Har även videofunktion.
- Vikt: 85 gram.
- Display: 262 144 färger.
- Bluetooth: Ja (har även infraröd port).
- Storlek: 102 x 46 x 14 mm.
- Inbyggt minne: 64 MB, finns plats för M2-minneskort upp till 2 GB.
- Musikspelare: Ja.
- Underhållning: Spel. VideoDJ: Redigera en video som man själv spelat in. MusicDJ: Göra sin egen melodi med hjälp av trumtakter, piano, trumpet och bas. PhotoDJ: Redigera och gör om egna foton.
- Meddelande: sms, mms och E-post.
- Samtalstid: 7 timmar.
- Passningstid: 350 timmar
- Flygplansläge: Ja